# ترئوگات
ترئوگات (به فرانسوی: Tréogat) یک کمون در فرانسه است که در Canton of Plogastel-Saint-Germain واقع شده‌است.

## خصوصیات
ترئوگات ۹٫۸۵ کیلومترمربع مساحت و ۵۱۹ نفر جمعیت دارد.